# Pere Pastor Vilanova

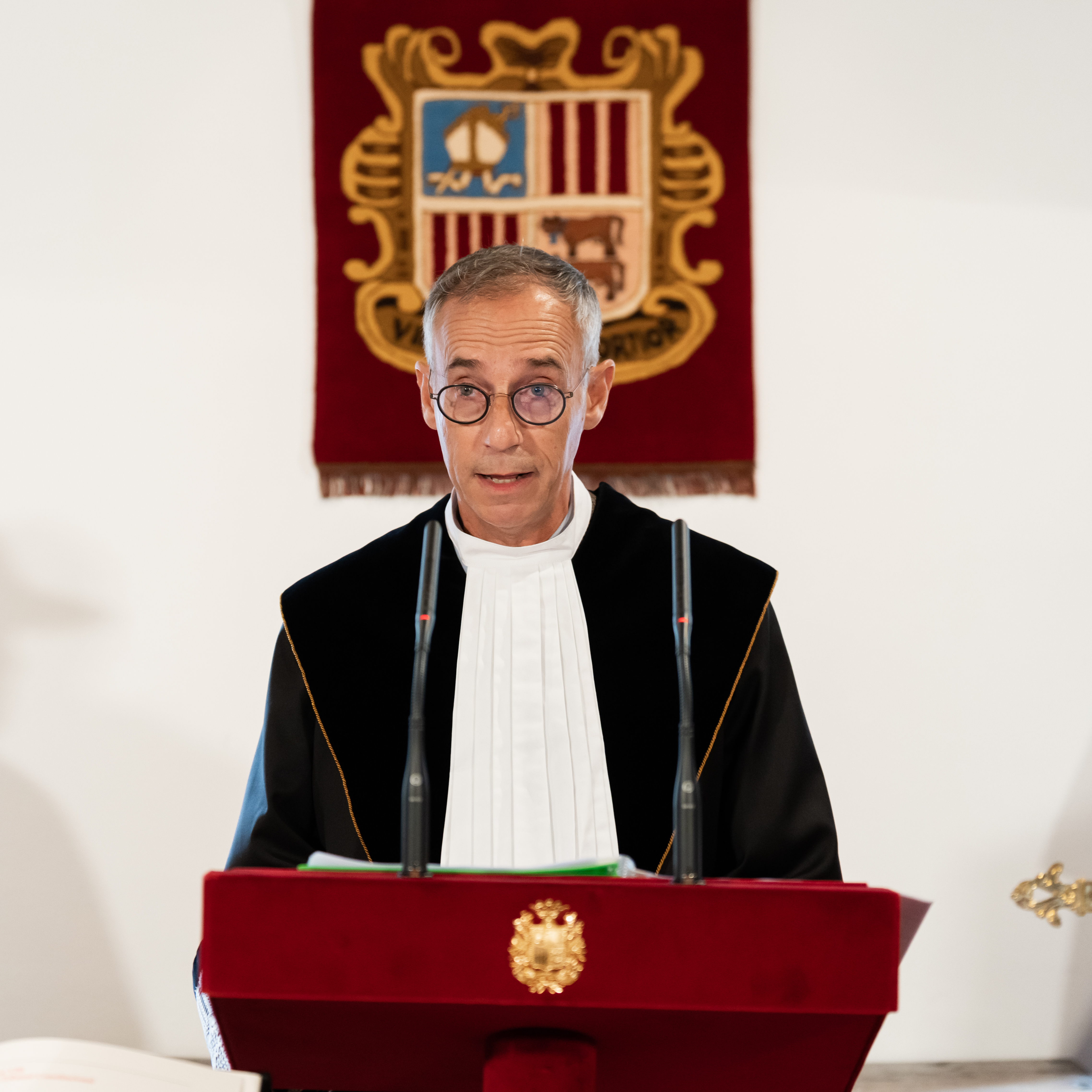
Pere Pastor Vilanova (2024)

Pere Pastor Vilanova (* 29. November 1968 in Andorra la Vella) ist ein andorranischer Jurist und Richter. Seit dem 18. November 2024 ist er Richter am Verfassungsgericht des Fürstentums Andorra. 

## Leben und Wirken
Pastor Vilanova studierte ab 1987 zunächst Politikwissenschaften an der Universität Toulouse. Dieses Studium beendete er 1990 mit dem Erwerb des Mastertitels. Nach einem anschließenden Studium der Finanz- und Wirtschaftswissenschaften an der Montpellier Business School erwarb er 1992 in diesem Fach ebenfalls den Mastergrad. Es folgte ein weiteres Studium der Verwaltungswissenschaften an der École nationale d’administration in Paris, das er 1994 wiederum mit dem Mastertitel abschloss. Von 1995 bis 1998 arbeitete er im Innenministerium von Andorra, bevor er 1999 das Studium des Öffentlichen Rechts an der Universität Toulouse aufnahm. Dieses schloss er 2002 mit dem Erwerb des Titels Ph.D. ab.
Nachdem er drei Jahre lang Direktor des Innenministeriums von Andorra gewesen war, wurde er 1998 Richter der ersten Instanz („Batlle“). Dieses Amt bekleidete er bis Oktober 2011, als er als erster Richter mit andorranischer Staatsangehörigkeit dem Obersten Gerichtshof Andorras angehörte. Parallel dazu war er zwischen 2005 und 2015 Mitglied des Bioethikausschusses (DH-BIO)2 des Europarats.
Im April 2015 wurde er von der Parlamentarischen Versammlung des Europarats zum Richter am Europäischen Gerichtshof für Menschenrechte gewählt. Am darauffolgenden 1. November trat er sein Amt für eine Amtszeit von neun Jahren an. Am 19. September 2022 wurde er für eine Amtszeit von zwei Jahren zum Sektionsvorsitzenden gewählt. Im Oktober 2024 wurde er vom Consell General (andorranisches Parlament) zum Richter am Verfassungsgericht des Fürstentums Andorra gewählt. Damit ist er der erste andorranische Staatsbürger, der vom Consell General zum Mitglied des Verfassungsgerichts ernannt wird. Am 18. November trat er sein Amt für eine Amtszeit von acht Jahren an. Er wird für eine Amtszeit von zwei Jahren zum Vizepräsidenten ernannt.
Seit 2005 ist Pere Pastor Vilanova auch als Dozent an der Universität Toulouse-Capitole tätig. Für diese Arbeit wurde er mit dem Titel Chevalier dans l'ordre des Palmes académiques ausgezeichnet, insbesondere für die Verbreitung des andorranischen Rechts innerhalb des französischen Universitätssystems. Seit Oktober 2023 ist er gewähltes Mitglied des Verwaltungsrats von Sciences-Po Toulouse.

## Schriften (Auswahl)
- Contribution à l’étude du droit public andorran, Andorra, Consell Superior de la Justícia, 2002
- Selecció de jurisprudència de la sala civil del Tribunal Superior de Justícia 1998–2006, Andorra, Consell Superior de la Justícia, 2007.